# Leberecht Cleinow
Leberecht Cleinow (* 10. Juni 1701 in Ziesar, Mittelmark; † 28. Mai 1762 in Königsberg i. Pr.) war ein deutscher Pfarrer am Königsberger Dom.

## Leben
Cleinow begann 1719/20 an der Universität Jena Evangelische Theologie zu studieren. Er wohnte bei Johann Andreas Danz, der ihn in Orientalische Sprachen einführte. Cleinow wechselte an die Friedrichs-Universität Halle. Albrecht Konrad Finck von Finckenstein berief ihn zum Feldprediger seines Regiments. Am 5. Oktober 1728 wurde er in Berlin ordiniert. 1732 ging er als Pastor und Praepositus nach Stolp, Pommern. 1734 wechselte er als Pastor und Superintendent nach Gardelegen, Altmark. Noch im selben Jahr wurde er an den Königsberger Dom berufen. Johann Jakob Quandt führte ihn am 27. Juli 1734 in das Amt ein. Zugleich wurde er Konsistorialrat und Kirchenrat. Er starb kurz vor seinem 61. Geburtstag.